# Ophienigma spinilimbatum
Ophienigma spinilimbatum is een slangster uit de familie Ophiacanthidae.
De wetenschappelijke naam van de soort werd in 2005 gepubliceerd door Sabine Stöhr & M. Segonzac.